# Глінжень (Фалештський район)
Глінжень (рум. Glinjeni) — село у Фалештському районі Молдови. Утворює окрему комуну.

## Населення
За даними перепису населення 2004 року у селі проживали 3439 осіб.
Національний склад населення села:
| Національність       | Кількість осіб | Відсоток   |
| -------------------- | -------------- | ---------- |
| молдавани румуни     | 3398 13        | 98,8% 0,4% |
| українці             | 13             | 0,4%       |
| росіяни              | 12             | 0,3%       |
| інша / без відповіді | 3              | 0,1%       |
| Всього               | 3439           | 100%       |